# マリアーノ・アルフィエーリ
マリアーノ・アルフィエーリ（伊: Magliano Alfieri）は、イタリア共和国ピエモンテ州クーネオ県にある、人口約2,200人の基礎自治体（コムーネ）。

## 地理

### 位置・広がり

#### 隣接コムーネ
隣接するコムーネは以下の通り。括弧内のATはアスティ県所属を示す。
- カスタニート
- カスタニョーレ・デッレ・ランツェ (AT)
- カステッリナルド・ダルバ
- ゴヴォーネ
- ネイヴェ
- プリオッカ

#### 地震分類
イタリアの地震リスク階級 (it) では、4 に分類される
。

## 行政

### 分離集落
マリアーノ・アルフィエーリには、以下の分離集落（フラツィオーネ）がある。
- Cornale, San Giacomo, Sant'Antonio